# Super Bowl XIX
El Super Bowl XIX, fue el nombre que se le dio al partido de fútbol americano que definió al campeón de la temporada 1984-85 de la NFL. El partido se disputó el 20 de enero de 1985, en el estadio Stanford Stadium de la ciudad de Stanford, California. Enfrentó al campeón de la AFC los Miami Dolphins y al campeón de la NFC los San Francisco 49ers. El título quedó en manos de los San Francisco 49ers, quienes vencieron a su rival por 38-16 y obtuvieron su segundo Super Bowl.

## Resumen del partido
El primer cuarto terminó 10-7, a favor de los Miami Dolphins, lo que significaba la mayor cantidad de puntos anotados en los primeros 15 minutos de un Super Bowl. Sin embargo en el segundo cuarto los San Francisco 49ers anotaron 3 touchdowns, contra apenas los 2 goles de campo de su rival, lo cual le dejó a San Francisco una ventaja de 12 puntos para ir al descanso. En el tercer cuarto los San Francisco 49ers liquidaron el juego al anotar un touchdown y un gol de campo, y la defensiva hizo su trabajo no permitiéndole anotar puntos a la ofensiva de los Dolphins encabezada por Dan Marino. Roger Craig, corredor de San Francisco, implantó un nuevo récord al conseguir tres anotaciones, dos por pase y una por carrera.Sin embargo el jugador más valioso del partido fue Joe Montana, quien completo 24 de 35 envíos para 331 yardas (nueva marca en un Super Bowl) y lanzó 3 anotaciones. Montana igualo de esta forma a Bart Starr y Terry Bradshaw como únicos jugadores en ganar el premio a "jugador más valioso" en 2 oportunidades. Además los San Francisco 49ers finalizaron con  537 yardas totales, rompiendo la marca que habían hecho los Oakland Raiders de 429 yardas en el Super Bowl XI.